# Ammotrypane adamantea
Ammotrypane adamantea är en ringmaskart som först beskrevs av Johan Gustaf Hjalmar Kinberg 1866.  Ammotrypane adamantea ingår i släktet Ammotrypane och familjen Opheliidae. Inga underarter finns listade i Catalogue of Life.